# 崔東勳
崔東勳（韓語：최동훈，1971年2月24日—），韓國電影導演、編劇、演員。

## 作品列表

### 導演作品
- 2004年：《漢城大劫案》
- 2006年：《老千》
- 2009年：《田禹治：超時空爭霸》
- 2012年：《神偷大劫案》
- 2015年：《暗殺》
- 2022年：《外星+人1》
- 2024年：《外星+人2》
- 未定：《竊聽風雲》

### 編劇作品
- 2004年：《漢城大劫案》
- 2006年：《老千》
- 2009年：《田禹治：超時空爭霸》
- 2012年：《神偷大劫案》
- 2015年：《暗殺》
- 2022年：《外星+人1》
- 未定：《外星+人2》
- 未定：《竊聽風雲》

### 出演作品
- 2000年：《激情青春》
- 2003年：《偷情家族》
- 2005年：《那時候的人們》
- 2006年：《老千》
- 2019年：《老千：獨眼傑克》

## 外部連結
- NAVER （页面存档备份，存于）